# Nicola Salvi

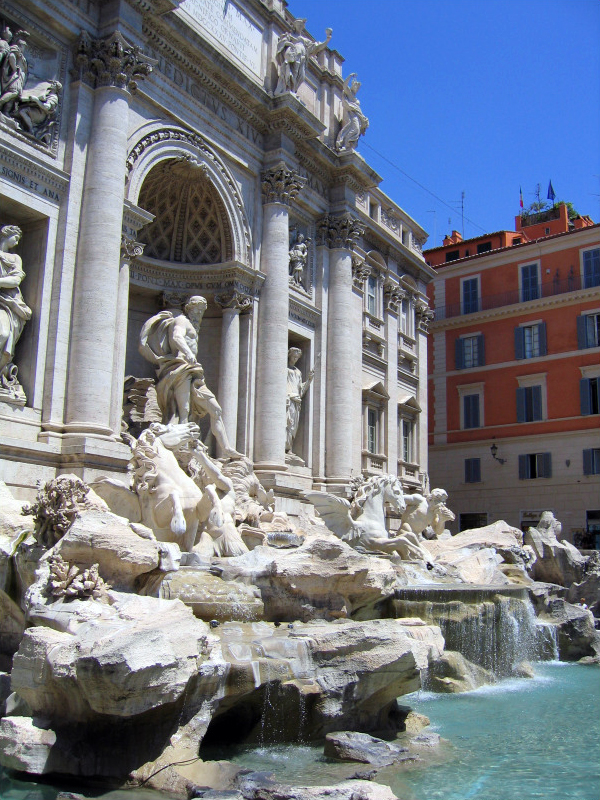
A Fonte de Trevi em Roma, a obra mais conhecida de Nicola Salvi

Nicola Salvi ou Niccolò Salvi (6 de Agosto de 1697 - 8 de Fevereiro de 1751) foi um escultor italiano, famoso pela Fonte de Trevi em Roma, cidade onde nasceu e morreu. Estudou com Antonio Canevari, arquitecto consultor da corte de Portugal. 
Em 1728, partiu com o seu mestre para Lisboa.
De regresso a Itália trabalhou na concepção de fogos de artifício para a Praça de Espanha, para celebrar "os matrimónios recíprocos entre as coroas reais de Espanha e Portugal".
O seu trabalho no estilo barroco tardio é muito conhecido. Além da Fonte de Trevi, Salvi fez trabalhos em igrejas e na ampliação do Palácio Odescalchi com Luigi Vanvitelli. A dupla também participou na construção da Capela de São João Baptista na Igreja de São Roque em Lisboa, uma encomenda do rei D. João V.